# ゴールデングローブのテーマ
「ゴールデングローブのテーマ」(Golden Globe Theme) は、日本のミュージシャン・YOSHIKIが作曲・プロデュースしたゴールデングローブ賞の公式テーマ・ソング。2012年の第69回ゴールデングローブ賞の授賞式から使用されており、2013年1月にiTunes Storeを通じて111ヶ国に配信された。YOSHIKIのソロ名義作としては初めて世界配信され、収益の全額はハリウッド外国人映画記者協会を通じて慈善団体などに寄付すると発表された。
YOSHIKIが2013年8月27日にリリースしたベスト・アルバム『YOSHIKI CLASSICAL』には、オリジナル・バージョンとともにカルテット・サンフランシスコの演奏によるカルテット・バージョンが収録された。

## 制作
2005年の『愛・地球博』の公式イメージ・ソング「I'll Be Your Love」や、1999年の『天皇陛下御即位十年をお祝いする国民祭典』での天皇陛下御即位十年奉祝曲「Anniversary」を書き下ろしていたことを知ったハリウッド外国人記者協会（HFPA）のアイーダ・タクラ・オライリー（Aida Takla-O'Reilly）会長が、2011年の夏にYOSHIKIに直接依頼したことがきっかけとなった。依頼を受けた当時、YOSHIKIはX JAPANのツアー中だったため、ツアーを終えた同年11月から制作に取り掛かった。作曲には10日から2週間を費やした。「Anniversary」をインスピレーションに使ったが、「もっとエッジを効かせるように」とのHFPAの要望により、ギターとベース、ドラムスを加えた。ロサンゼルスでレコーディングを開始、34人編成のストリング・セクションとピアノを東京でレコーディングし、ロサンゼルスに戻って楽曲を完成させた。完成した楽曲は7-8分に及んだが、HFPAは2-2分半のものを必要としていたため、YOSHIKIは「どこをカットしても構わないと伝えた」と言う。
また制作には、通常は88鍵のピアノに9鍵足された鍵盤が97鍵ある「ベーゼンドルファー model 290 Imperial」< ベーゼンドルファー・モデル290 >が使われた。

## ミュージック・ビデオ
ゴールデングローブ賞70周年を記念して楽曲のオフィシャル・ビデオが制作され、2013年2月にゴールデングローブ賞の公式サイトで公開された。オフィシャル・ビデオには『アーティスト』、『レインマン』、『お熱いのがお好き』、『ゴッドファーザー』、『陽のあたる場所』、『愛と追憶の日々』、『フォレスト・ガンプ/一期一会』、『ビューティフル・マインド』、『卒業』、『つぐない』、『エデンの東』、『スター誕生』（1978年）、『ベン・ハー』（1959年）、『ロード・オブ・ザ・リング/王の帰還』の名場面や、過去の授賞式の映像が使用されている。

## 収録曲
| 全作曲・編曲: YOSHIKI。 |                                |      |            |      |
| #                       | タイトル                       | 作詞 | 作曲・編曲 | 時間 |
| 1.                      | 「ゴールデングローブのテーマ」 |      | YOSHIKI    | 3:47 |